# 478 до н. е.

## Події
17 лютого 478 року до н. е. відбулося кільцеподібне сонячне затемнення.
12 серпня 478 року до н. е. відбулося повне сонячне затемнення.

## Померли
- Гелон — тиран Сиракуз.
- Гай Сервілій Структ Агала — консул Стародавнього Риму.